# 斯列德尼半岛
69°43′43″N 31°56′14″E / 69.72861°N 31.93722°E

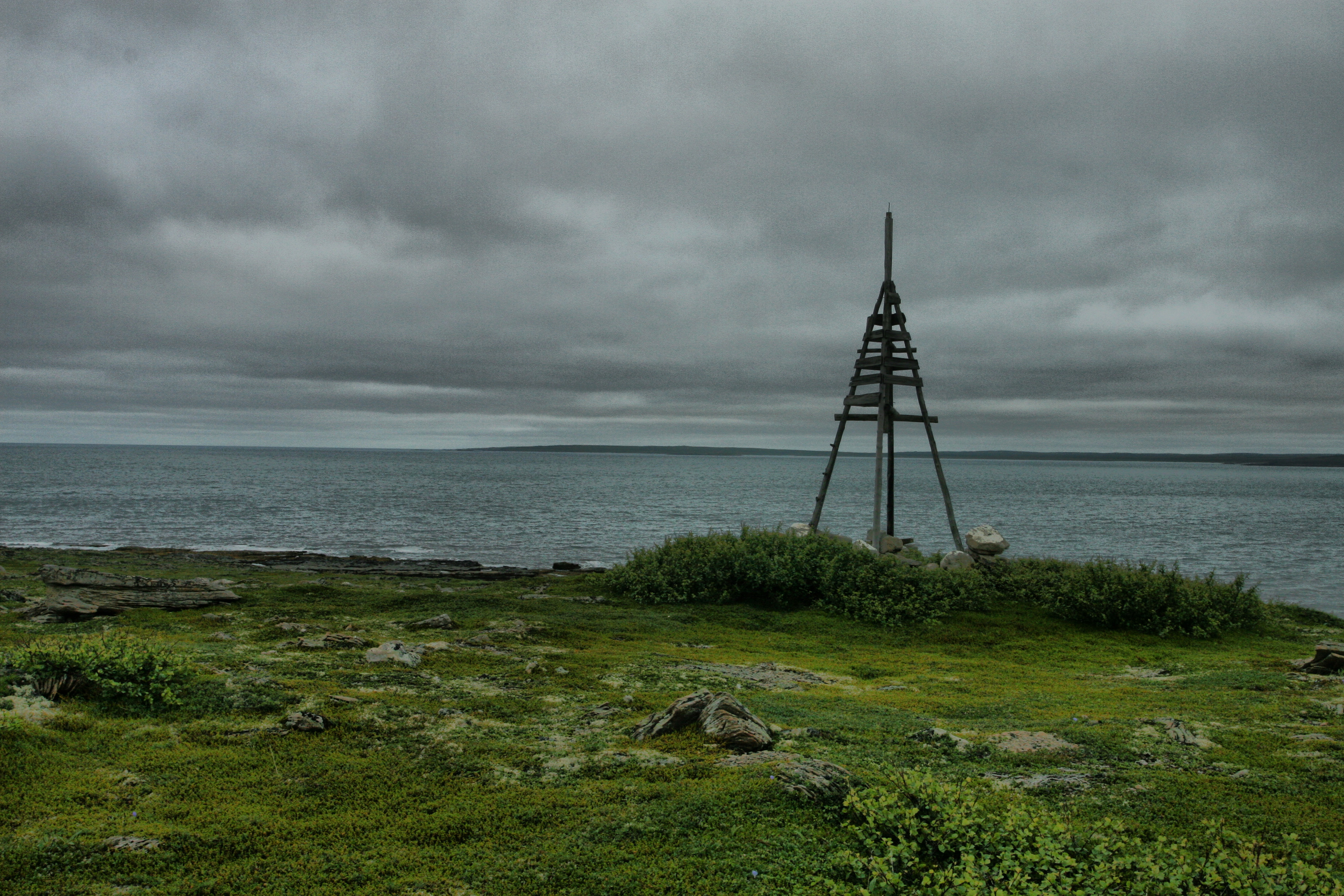
测量觇标

红色为雷巴奇半島，雷巴奇半島与大陆之间的即斯列德尼半岛

斯列德尼半岛是俄罗斯摩尔曼斯克州佩琴加区的巴伦支海沿岸位于大陆与雷巴奇半岛之间的一个半岛。 

## 历史
1920年，苏俄把半岛西侧割让给芬兰。1940年3月，芬兰签署莫斯科和平协定，把半岛西侧割让给苏联。